# Toro-Mazote-Gletscher
Der Toro-Mazote-Gletscher (spanisch Glaciar Toro Mazote) ist ein Gletscher an der Danco-Küste im Westen des Grahamlands auf der Antarktischen Halbinsel. Er mündet südlich des Waterboat Point in die Aguirre-Passage.
Teilnehmer der British Imperial Antarctic Expedition (1920–1922) unter der Leitung von John Lachlan Cope (1893–1947) entdeckten ihn 1921. Teilnehmer der 5. Chilenischen Antarktisexpedition (1950–1951) nahmen Vermessungen und die Benennung vor. Namensgeber ist der chilenische Luftwaffenoffizier Carlos Toro Mazote Granada, der an dieser Expedition beteiligt und bereits 1947 auf der Bernardo-O’Higgins-Station stationiert war.